# Усть-Берёзовка (Красноярский край)
Усть-Берёзовка — деревня в Назаровском районе Красноярского края России. Входит в состав Степновского сельсовета.

## География
Деревня расположена в 61 км к югу от райцентра Назарово.

## Население
| 2010 |
| ---- |
| 215  |

Гендерный состав
По данным Всероссийской переписи населения 2010 года 107 мужчин и 108 женщин из 215 чел.